# La Vénus d'Ille (téléfilm)
Pour les articles homonymes, voir Vénus.
Pour plus de détails, voir Fiche technique et Distribution.
La Vénus d'Ille (La Venere d'Ille) est un téléfilm italien de Mario et Lamberto Bava, diffusé pour la première fois en 1979. C'est une adaptation de la nouvelle fantastique La Vénus d'Ille de Prosper Mérimée.

## Synopsis
Dans la campagne d'Ille-sur-Têt, en France, des paysans découvrent une ancienne statue de bronze représentant la déesse Vénus et portant sur son socle l'inscription Cave amantem. En la soulevant, la sculpture tombe et blesse l'un des paysans. Remarquant d'étranges présages, les hommes décident alors de l'offrir à leur maître, Monsieur de Peyrehorade. Dès lors, de mystérieuses présences errent dans la villa de la noble famille. La statue, en effet, d'une certaine manière vivante, tombe amoureuse d'Alfonso, le fils du maître, qui est sur le point de se marier, car il a négligemment glissé au doigt de la statue l'anneau destiné à sa promise. Vénus le tue la nuit même des noces, en l'écrasant de son poids. Dans la douleur, sa mère meurt à son tour peu après, et le père décide de fondre la statue pour en faire une cloche, qu'il offre à l'église de la ville.

## Fiche technique
- Titre français : La Vénus d'Ille[1],[2]
- Titre original italien : La Venere d'Ille[3]
- Réalisation : Mario et Lamberto Bava
- Scénario : Lamberto Bava et Cesare Garboli d'après La Vénus d'Ille de Prosper Mérimée
- Photographie : Sebastiano Celeste
- Musique : Ubaldo Continiello
- Production : Franca Franco
- Pays de production :  Italie
- Langue de tournage : italien
- Format : Couleurs
- Genre : horreur, fantastique
- Date de première diffusion :
  - Italie : octobre 1979 (Incontri Internazionali del Cinema di Sorrento) ; 27 mai 1981 (diffusion sur Rai 2)
- Interdit aux moins de 12 ans

## Distribution
- Daria Nicolodi : Clara De Peyhorrade / Vénus
- Marc Porel : Matieu
- Fausto Di Bella (it) : Alfonso
- Adriana Innocenti (it) : Madame de Peyhorrade
- Diana De Curtis : Maria
- Francesco Di Federico : Guide
- Mario Maranzana (it) : Monsieur de Peyhorrade
- Fabrizio Bava : enfant
- Franca Scagnetti (it) : invitée au banquet de mariage

## Production
Le long métrage s'inspire de la nouvelle gothique du même nom de Prosper Mérimée, mais dans un cadre différent : en effet, une partie du film a été tournée à Castelnuovo di Porto.
Il s'agit du dernier film signé par Mario Bava qui, en raison de ses problèmes de santé, a transmis le projet à son fils Lamberto, qui l'achèvera plus tard. À propos du réalisateur, Daria Nicolodi a déclaré dans une interview que Mario Bava était l'un des meilleurs réalisateurs avec lesquels elle avait travaillé. Elle se souvient notamment de son ironie et de son professionnalisme sur le plateau.